# Toke
Toke es un pequeño atolón deshabitado en la región de las Islas Marshall. Está compuesto de muchas islas deshabitadas. Su nombre en Idioma marshalés es Toke. Está conformado por seis islas con una superficie de tierra firme de 0.57 km² y una laguna que posee un área de 93.1 kilómetros cuadrados.
Aunque el Atolón Toke esté totalmente deshabitado, con regularidad es visitado por los habitantes del cercano atolón Utirik, situado a 9 kilómetros al sur.